# 신용 사기

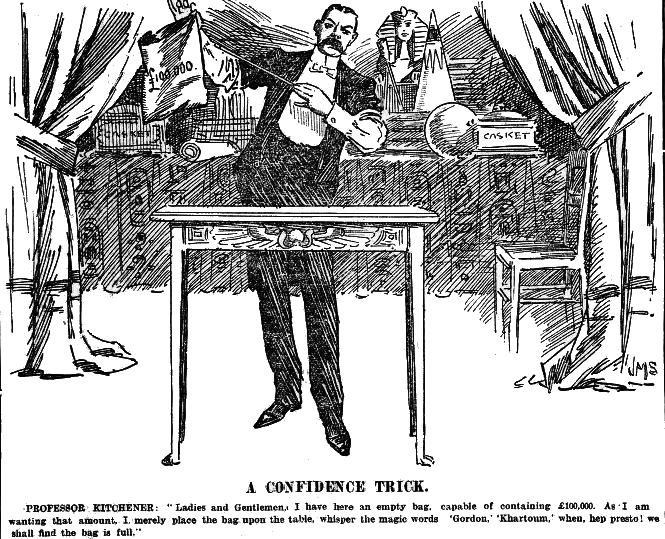

신용 사기(信用詐欺, confidence trick, con, confidence game, confidence scheme, ripoff, scam, stratagem), 포위 사기(包圍詐欺)는 사람이나 단체에게서 신뢰를 취한 이후 이들에게 사기를 치는 행위이다. 신용 사기는 쉽게 믿음(credulity), 천진난만함(naivety), 연민, 허영심, 무책임, 욕심 등 인간의 심리적 특징을 이용한다. Lindsey Huang과 Barak Orbach는 이 책략에 대해 상호 이익이 되지 않는 자발적인 교환을 의도로 하는 구별된 사기적 행동으로서 신용 사기꾼은 희생을 감수하고 이윤을 취하는 것으로 정의하였다.

## 같이 보기
- 바가지요금
- 화이트 칼라 범죄